# Izabel Goulart
Maria Izabel Goulart Dourado (ur. 23 października 1984 w São Paulo) – brazylijska modelka. Znana jako jeden z „Aniołków” Victoria’s Secret.

## Życiorys
Pochodzi z włosko-brazylijskiej rodziny. Ma 4 braci i siostrę.
W szkole miała problemy z powodu szczupłej budowy ciała, była nawet przezywana „Żyrafą”.
Kiedy robiła zakupy w sklepie spożywczym ze swoją matką w wieku 14 lat, fryzjer zasugerował, że powinna zostać modelką. Później przeniosła się do São Paulo i zaczęła pracować jako modelka.

## Kariera

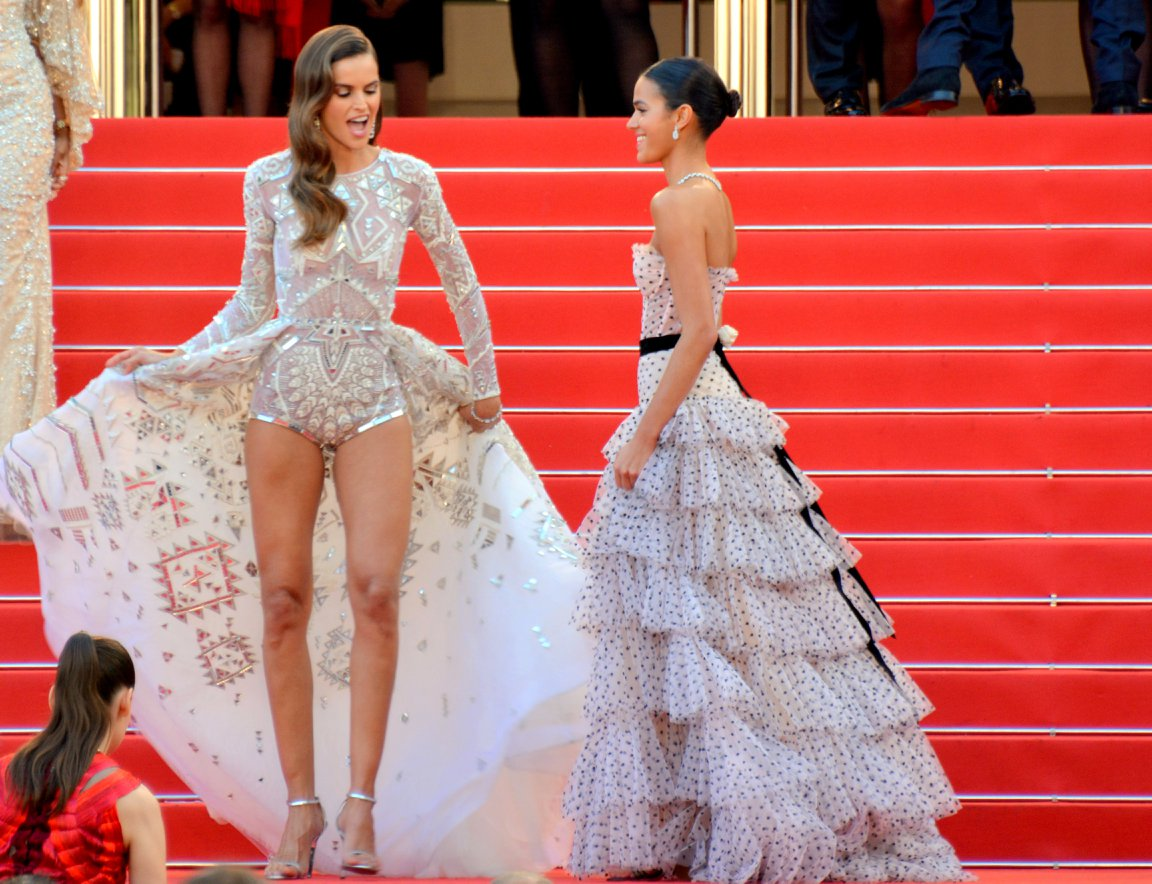
Izabel Goulart (pierwsza od lewej) na Festiwalu Filmowym w Cannes w 2018

Izabel została odkryta w 1998 roku w São Paulo, miała wówczas 14 lat. Początkowo zaczęła pracować jako modelka w Brazylii. W 2004 roku podpisała pierwsze zagraniczne kontrakty z agencją Women Management w Mediolanie i Paryżu. Po sukcesach odniesionych we Włoszech i Francji, zawitała do Londynu, Barcelony, Hamburga i Monachium. Prezentowała na wybiegu takie marki jak: Bill Blass, Balenciaga, Bottega Veneta, Óscar de la Renta, Valentino, Jill Sander, Chanel, Michael Kors, Ralph Lauren, Dolce & Gabbana, Givenchy  i wiele innych.
Na pokazie Victoria’s Secret Fashion Show pojawiła się pierwszy raz w 2005 r. W 2006 roku została „Aniołkiem” Victoria’s Secret, czyli awansowała do grona najlepszych modelek na świecie. Miała wiele sesji zdjęciowych z fotografami takimi jak Terry Richardson, David Sims, Greg Kadel i Vincent Peters, które były publikowane w takich magazynach jak „Vogue” czy „Numero”.

## Życie osobiste
Goulart jest obecnie w związku z bramkarzem Kevinem Trappem (od 2015), z którym zaręczyła się 5 lipca 2018.
Jest katoliczką i oddaną członkinią kościoła Świętego Serca Chrystusa.
Charytatywnie pomaga szpitalom w rodzinnej Brazylii zbierać pieniądze na darmową insulinę dla potrzebujących dzieci. Chce pomóc w znalezieniu leku na cukrzycę.